# マイクロプローズ
マイクロプローズ（英: MicroProse）は、シド・マイヤー(またはシド・メイヤー)と Bill Stealey が1982年にアメリカ合衆国で創業した企業（マイクロプローズ・ソフトウェア）の名称であり、ブランド名としていくつかの企業が所有してきた名称である。

## マイクロプローズ・ソフトウェア
シド・マイヤーと Bill Stealey が1982年に創業したマイクロプローズ・ソフトウェア (Microprose Software, Inc) はコンピューターゲームの販売会社であり、ホビーパソコン向けにフライトシミュレーションや軍事シミュレーションゲームなどを販売していた。有名な作品としては、Airborne Ranger、パイレーツ!、Spitfire Ace、レイルロードタイクーン、シヴィライゼーションなどがある。
マイクロプローズ・ソフトウェアは事業拡大のため、イギリスでは MicroStyle、アメリカでは MicroPlay というレーベルを新たに立ち上げた。これらのレーベルで販売されたゲームとしては、Rick Dangerous 2（アドベンチャーゲーム）、Stunt Car Racer（レースゲーム）、Xenophobe（アクションゲーム）などがある。

### Spectrum HoloByte による買収
1993年、マイクロプローズ・ソフトウェアはゲーム会社 Spectrum HoloByte に買収された。1994年、Bill Stealey は Spectrum HoloByte に所有株を売却して同社を離れ、新たにシミュレーションソフトウェアの企業 Interactive Magic を創業した。マイクロプローズは Spectrum HoloByte に吸収されることなく独立ブランドとして存続していたが、1996年には経営難から従業員の解雇が開始された。その直後、ブランド名をマイクロプローズに統一した。シド・マイヤーと Jeff Briggs は従業員解雇を受けて同社を離れ、新たにフィラクシスを創業した。Civilization II を設計したブライアン・レイノルズもフィラクシスに移っている。イギリスでゲーム開発を行っていた中核メンバーはシグノシスに移り、同社には解雇されたマイクロプローズの元従業員も集まってきた。

### ハズブロによる買収
1998年、マイクロプローズのブランドと資産はハズブロが7000万ドルで取得し、Hasbro Interactive（ハズブロのビデオゲーム部門）の一部となった。この当時、マイクロプローズの人件費は年額で2000万ドルかかっていた。
ハズブロが買収したとき、マイクロプローズには343人の従業員がいて、内135人はカリフォルニア州アラメダで働いていた。アラメダにある開発スタジオ以外に、マイクロプローズには3つのスタジオがあった（メリーランド州ハントバレー、ノースカロライナ州チャペルヒル、イングランドのグロスタシャー）。1999年12月、ハズブロはアラメダとチャペルヒルのスタジオを廃止した。

### インフォグラムによる買収
2001年1月、フランスのゲーム企業インフォグラムが Hasbro Interactive を1億ドルで買収した。マイクロプローズはこの際に消滅した。マイクロプローズの European Air War はインフォグラムのブランド名に変更されて販売された。マイクロプローズが最後に開発したゲームはイギリス版の Grand Prix 4（Geoff Crammond が設計）で、2002年後半に発売された。インフォグラムはイギリスにあったマイクロプローズのスタジオも2002年9月に廃止した。Hasbro Interactive は Infogrames Interactive と改称し、後に Atari Interactive と改称した。

## Interactive Game Group による買収
2007年夏、Interactive Game Group は Atari Interactive, Inc からマイクロプローズのブランドを取得しており、2007年12月27日付けで登録商標の移転が記録されている。Interactive Game Group は2008年1月には I-Drs At とブランドを共有している。Interactive Game Group とインフォグラムの間で知的財産権などの取引があったかどうかは不明であり、最後に確認されているマイクロプローズの資産所有者はインフォグラムである。Interactive Game Group はマイクロプローズのブランド名を Legacy Engineering Group にライセンス提供した。Legacy Engineering Group はコンシューマ電子機器を販売する企業 MicroProse Systems を立ち上げ、2008年2月から2008年後半まで営業していたが、Interactive Game Group との契約が更新されず、 MicroProse Systems を Legacy Consumer Electronics に改称した。